# Michel Garicoïts

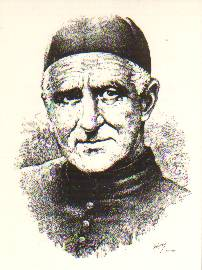
Michel Garicoïts

Michel Garicoïts {Saint-Just-Ibarre, 15 april 1797 - Lestelle-Bétharram, 14 mei 1863) was een Frans-Baskisch geestelijke ordestichter en is een heilige van de Katholieke Kerk.
Garicoïts kwam uit een armlastig gezin. Om zijn priesteropleiding te kunnen bekostigen, werkte hij aanvankelijk als hulpje van de dorpspastoor, later als assistent van de bisschop van Bayonne. Hij werd in 1823 priester gewijd. Twee jaar later werd hij professor aan het seminarie van Lestelle-Bétharram.
In 1834 richtte hij de Priestercongregatie van het Heilig Hart op, die zich voornamelijk bezighield met het verrichten van taken die anders in het bisdom zouden blijven liggen.
Michel Garicoïts werd in 1923 zalig verklaard door paus Pius XI. Diens opvolger, paus Pius XII verklaarde hem in 1947 heilig. Zijn feestdag is op 14 mei.
- Bibliothèque nationale de France: cb121554766 (data)
- Gemeinsame Normdatei: 142007765
- International Standard Name Identifier: 0000 0001 1177 7278
- Library of Congress Control Number: n98023125
- Nederlandse Thesaurus van Auteursnamen: 119817705
- Système universitaire de documentation: 030608503
- Virtual International Authority File: 44336981
- WorldCat: E39PBJdx3mmtCHqxpBKVDm4pfq